# Pedro de Ribera

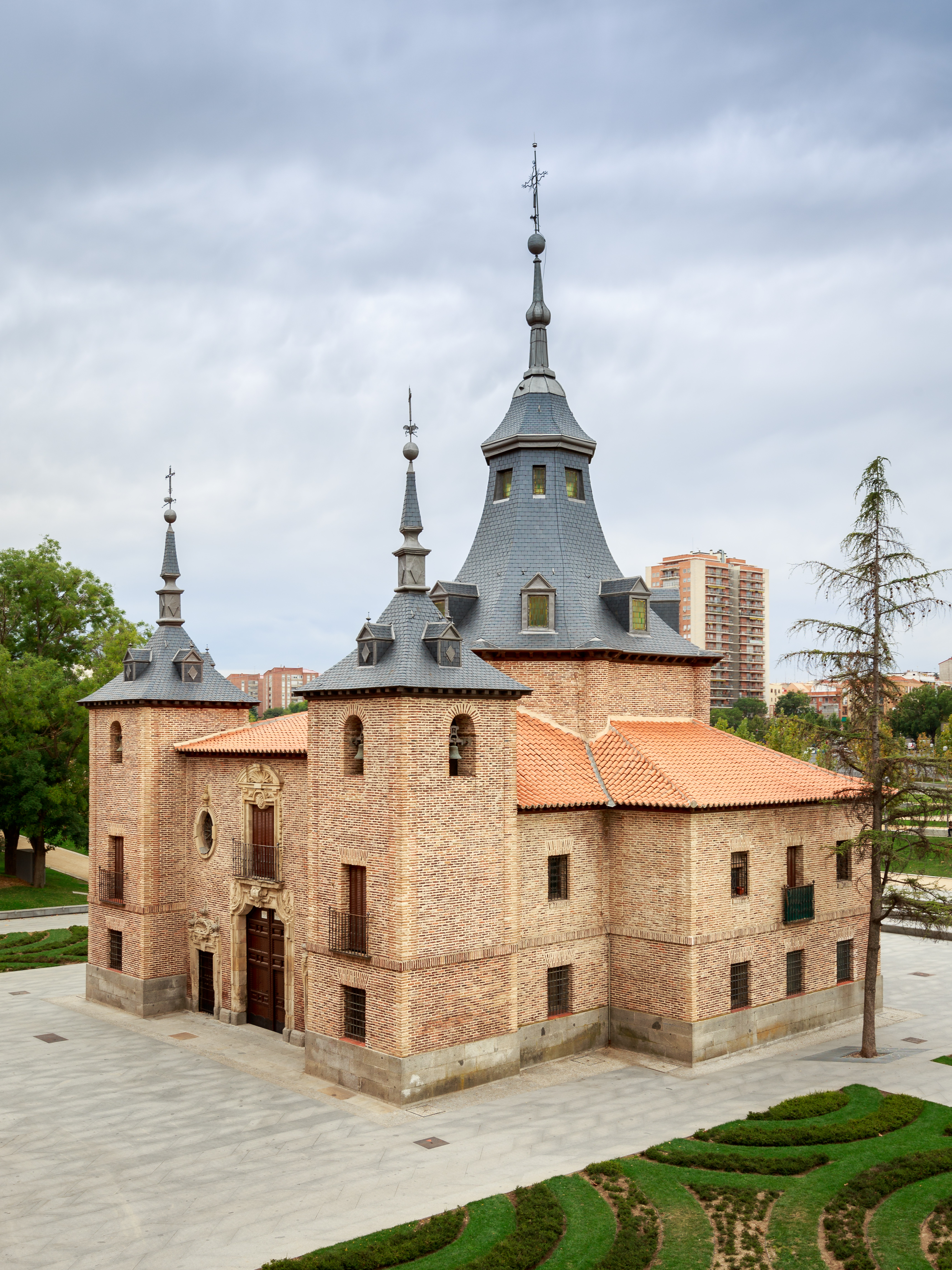
Die Ermita de la Virgen del Puerto in Madrid (um 1718, nach Zerstörungen im Bürgerkrieg 1945 wiederaufgebaut) orientiert sich noch stark an der strengen und geradlinigen Architektur des Escorial.

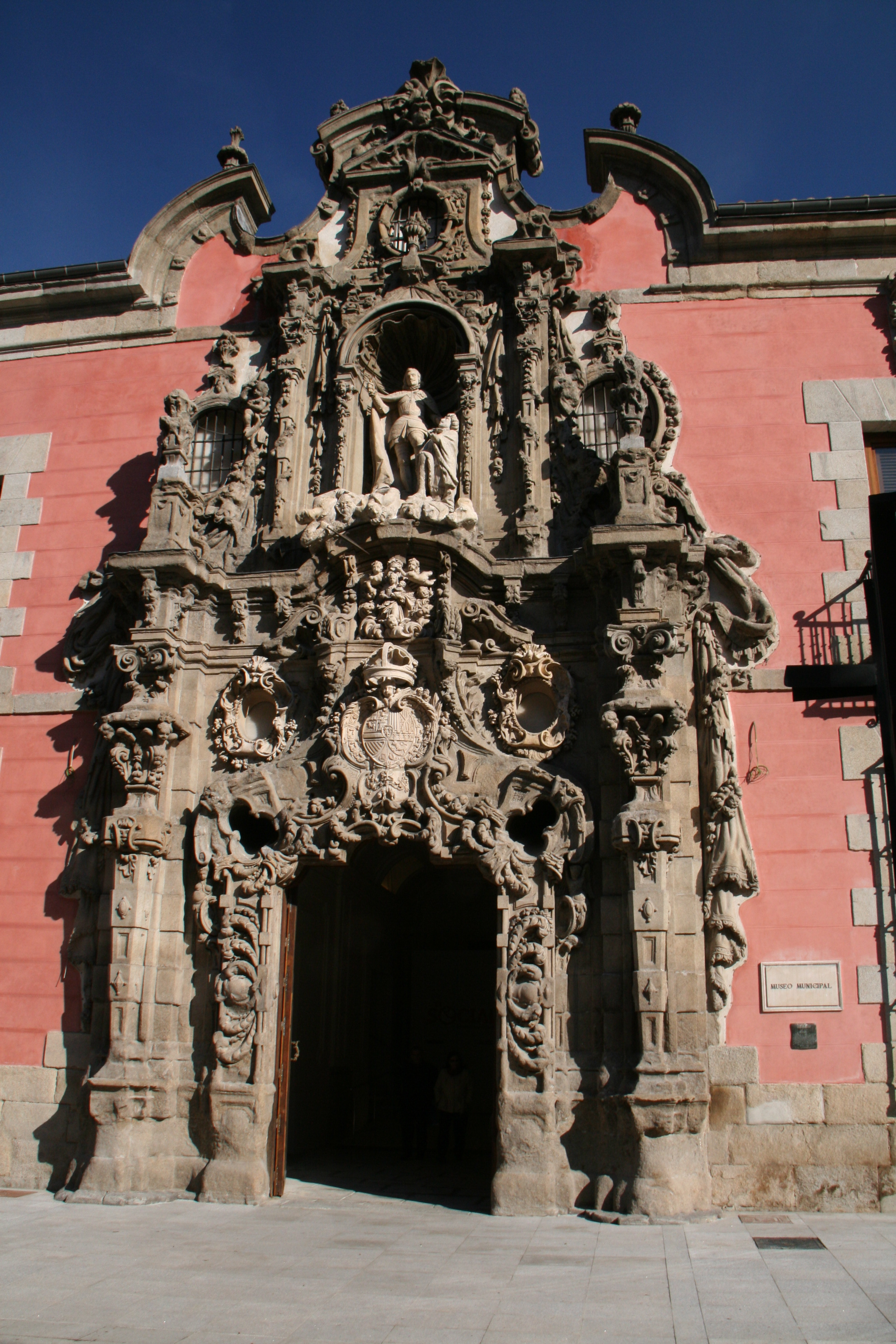
Das Portal des Real Hospicio de San Fernando (heute Museum der Geschichte Madrids) in Madrid (um 1725) ist mit seiner konsequenten Verschleierung bzw. Negierung von klassischen Baugliedern (z. B. Säulen, Kapitellen, Türsturz, Pilastern etc.) ein Ideal-Beispiel für den spätbarocken Churriguera-Stil.

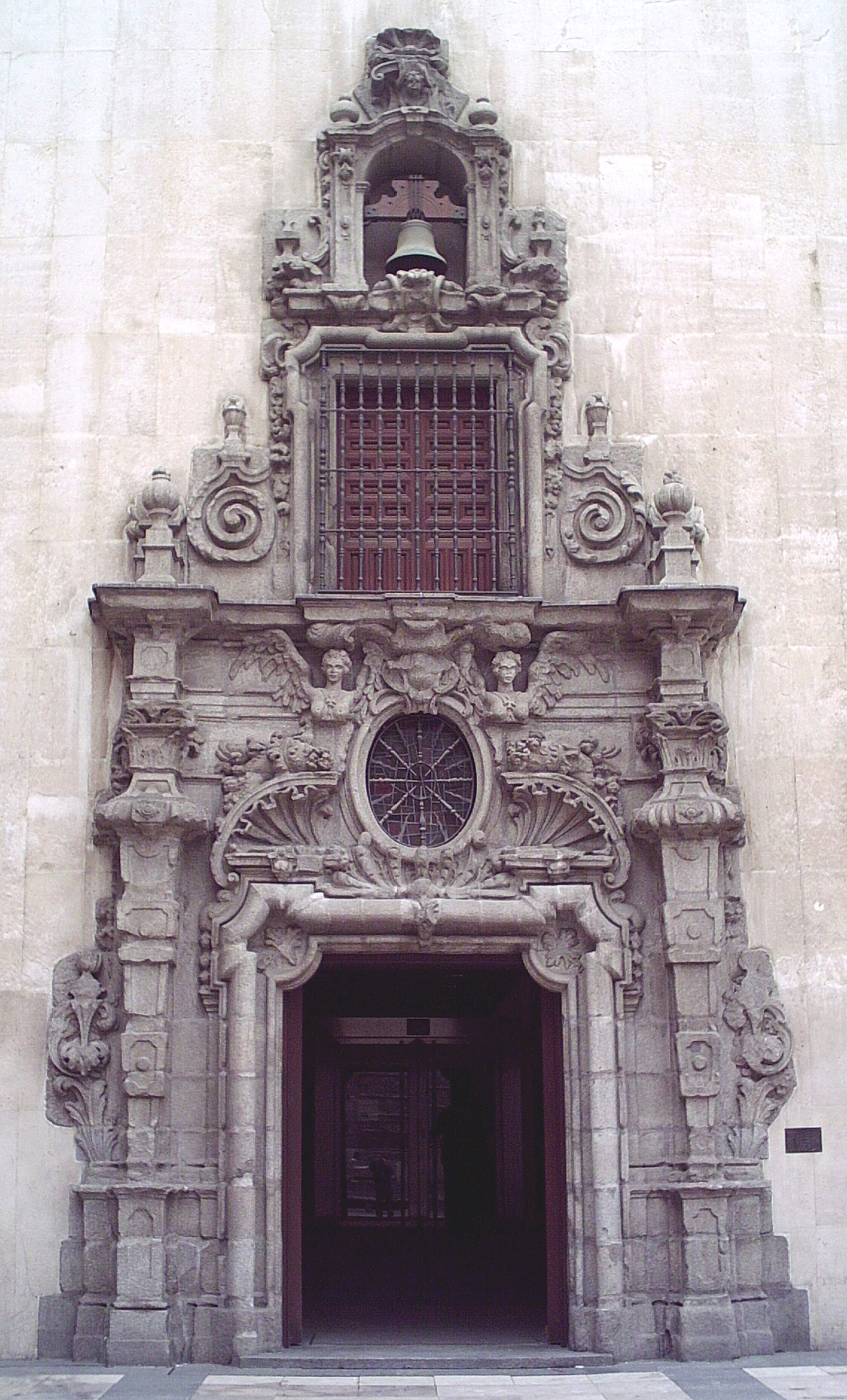
Das Portal der Kapelle der Madrider Pfandleihe und gleichzeitigen Armenhauses Monte de Piedad (1733) entspricht mit den seitlichen, auf der Spitze stehenden obeliskartigen Pilastern sowie der architektonischen Verunklärung des Türsturzes ebenfalls den – niemals schriftlich fixierten – Prinzipien des Churriguera-Stils.

Pedro de Ribera (* 4. August 1681 in Madrid; † 19. Oktober 1742 ebenda) war ein spanischer Architekt der Barockzeit.

## Biographie
Pedro de Ribera war Sohn des aus Aragón stammenden Zimmermanns Juan de Ribera und seiner Frau Josefa Pérez. Er war Schüler bzw. Mitarbeiter von Teodoro Ardemans und José Benito de Churriguera und arbeitete zeit seines Lebens ausschließlich in Madrid. In seinem Frühwerk orientierte er sich noch stark an der strengen Architektur des Herrerianismo; in seinen späteren Entwürfen – vor allem in den Portalen und Brunnengestaltungen – kam der spätbarocke Churriguera-Stil deutlicher zum Tragen. Durch die Förderung des obersten Leiters der Madrider Stadtverwaltung Francisco Antonio de Salcedo y Aguirre, Marqués de Vadillo, wurde er in den Jahren 1718/19 er zum Stellvertreter (teniente) des Oberbaumeisters der Madrider Stadtverwaltung berufen; nach dem Tode des bisherigen Amtsinhabers Ardemans (1726) hatte er dieses Amt (Maestro Mayor de las Obras de Madrid) persönlich inne und wurde überdies zum obersten Wasserbaumeister der Stadt (Maestro Mayor de Obras y Fuentes de la Villa y sus Viajes de Agua) ernannt. Zu Lebzeiten war seine Arbeit sehr geschätzt – außer vom französischstämmigen König Philipp V., der italienischen Architekten und Künstlern den Vorzug gab. Mit der zunehmend in Mode kommenden Architektur des Klassizismus und des Historismus gerieten seine barocken Werke in Vergessenheit und wurden teilweise sogar zerstört.
Pedro de Ribera war dreimal verheiratet, zweimal verwitwet und hatte insgesamt neun Kinder; nach seinem Tod wurde er in der von ihm selbst mitgestalteten Iglesia de San Cayetano in Madrid beigesetzt.

## Werke
- Paseo Nuevo und Puerta de San Vicente (1726–1727)
- Ermita de Nuestra Señora del Puerto (1716–1718)
- Cuartel del Conde-Duque (Guardias de Corps) (begonnen 1717)
- Puente de Toledo (1718–1732)
- Iglesia de Nuestra Señora de Montserrat (1720)
- Real Hospicio del Ave María y San Fernando (1721–1726)
- Iglesia de San Cayetano (1722–1737)
- Iglesia de San José (1730)
- Portal der Kapelle des ehemaligen Armenhauses Monte de Piedad (1733)
- Real Seminario de Nobles (beendet 1725)
- Fuente de la Mariblanca (1726)
- Puente Verde (1728–1732)
- Brücke über den Abroñigal (1729–1732)
- Carmelitas Descalzas (1730–1742)
- Monasterio de Uclés (1735)
- Teatro de la Cruz (1743)
- Camino nuevo del Escorial (1737)
- Palacio de Torrecilla (1716–1731)
- Palacio del marqués de Miraflores (1731–1732)
- Palacio de Santoña (1730–1734)
- Palacio de Perales (1732)
- Fuente de la Fama (1738–1742)

## Bilder

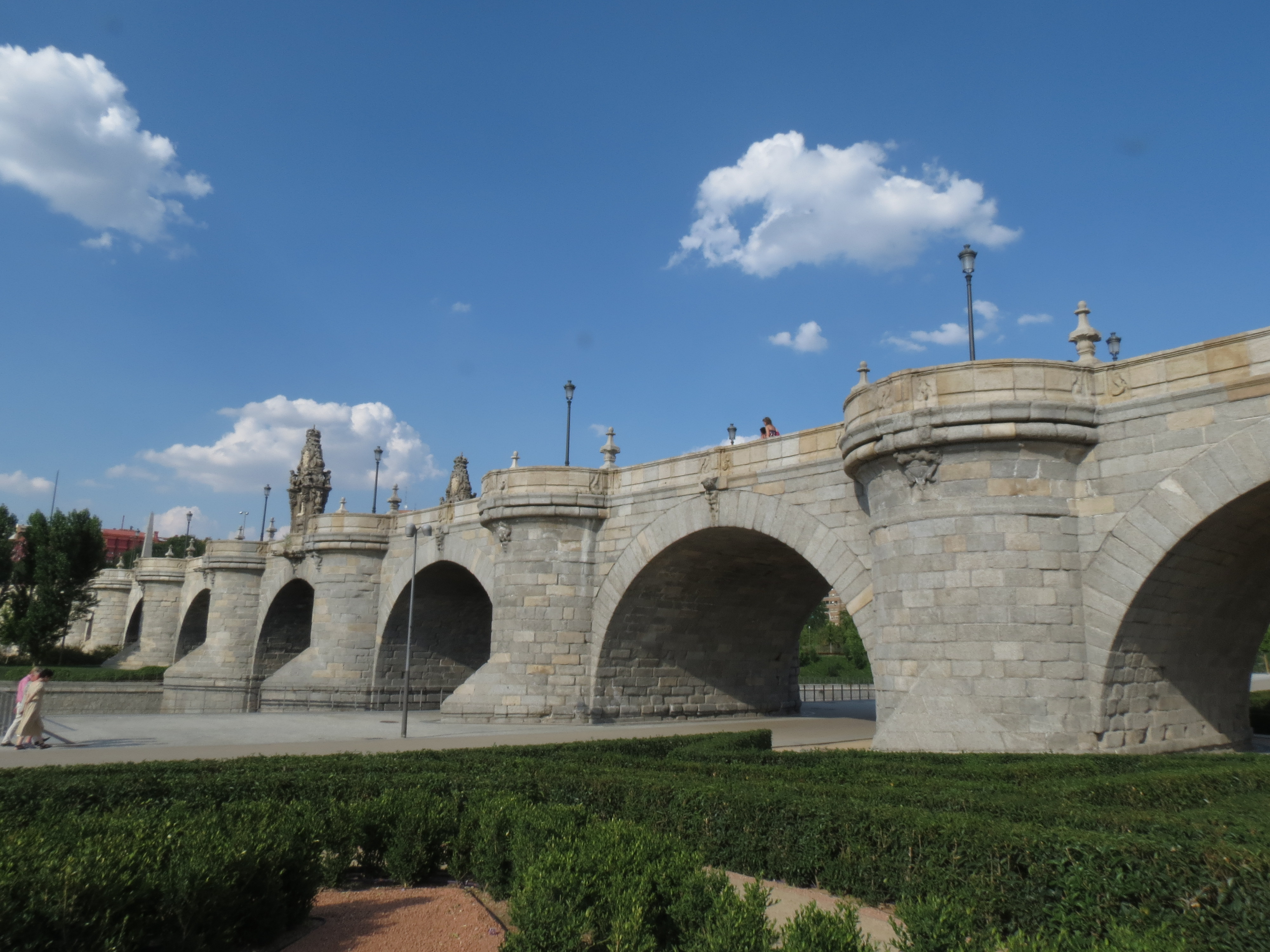
Puente de Toledo (1718–1732)
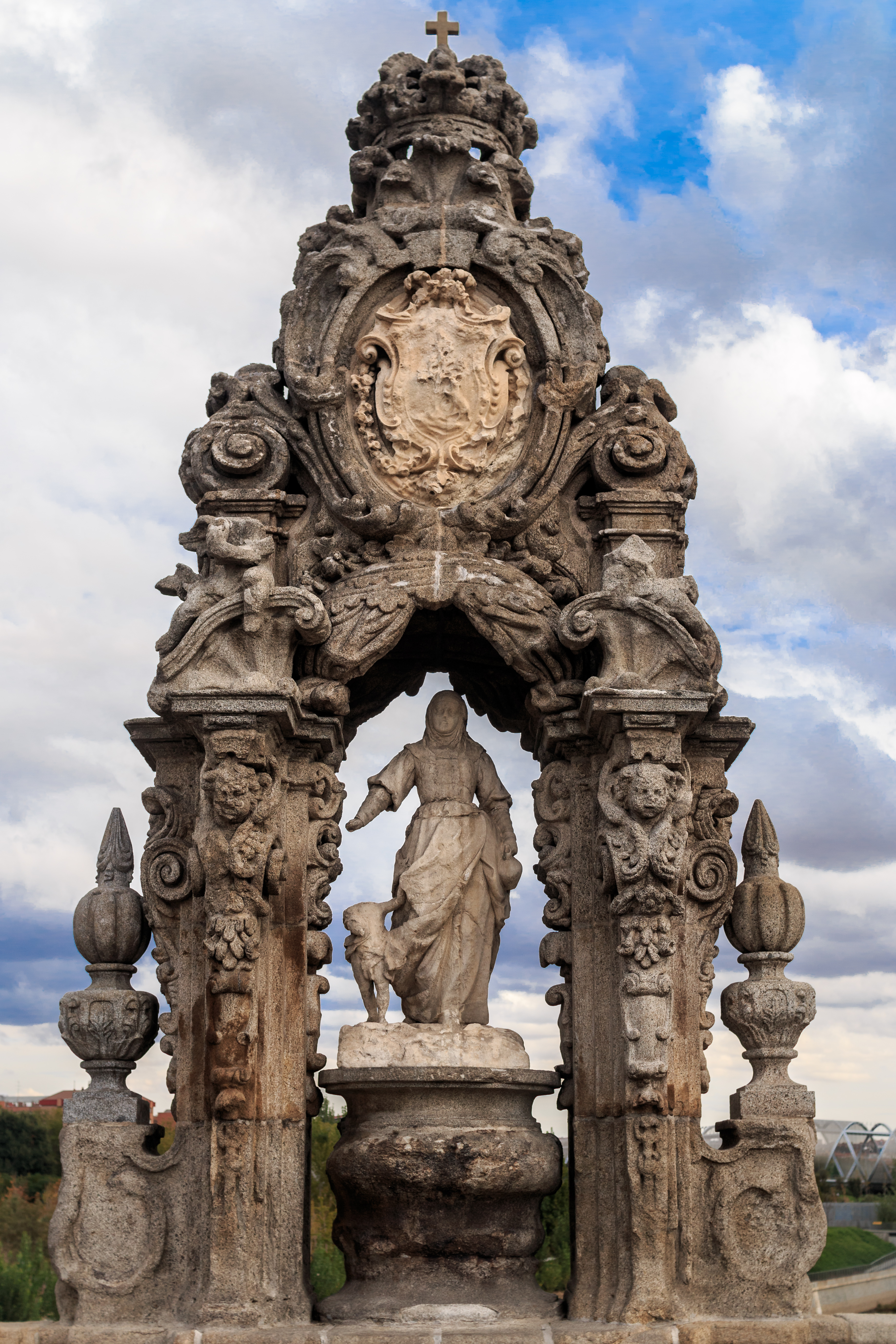
Puente de Toledo – barocke Brückenfigur
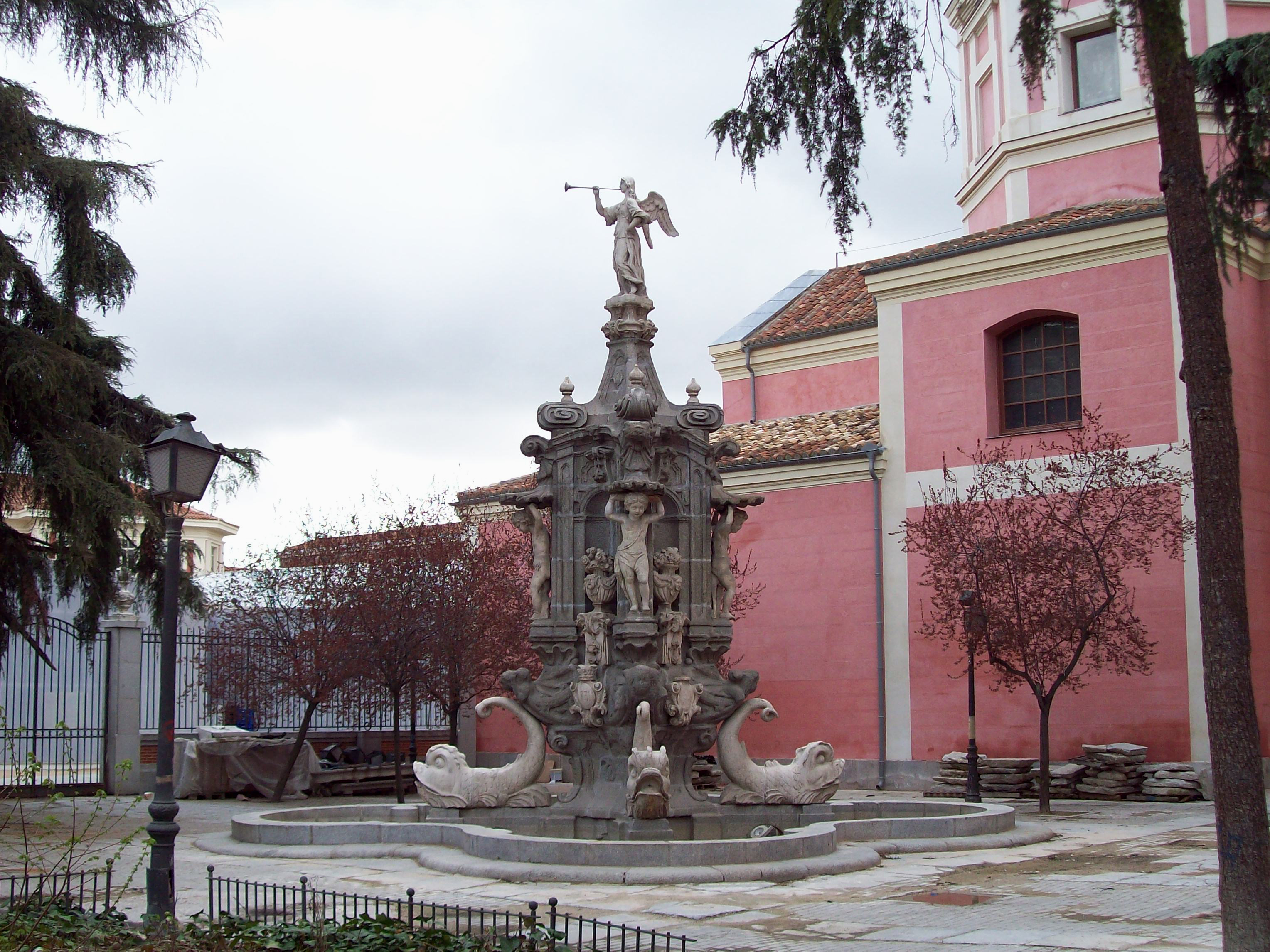
Fuente de la Fama (1738–1742)